# Hotel Alfonso XIII

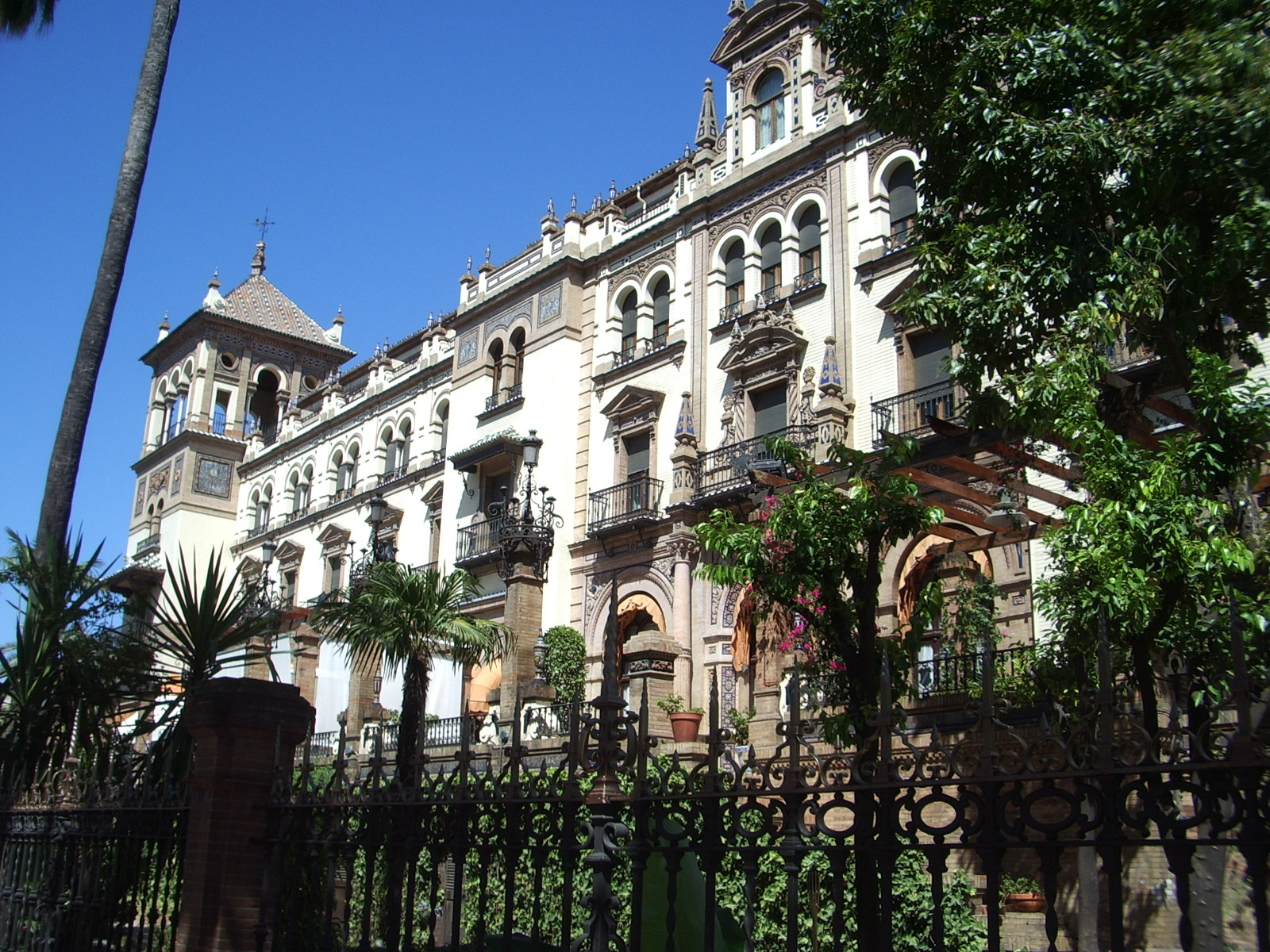
Hotel Alfonso XIII

Das Hotel Alfonso XIII ist ein historisches Hotel in der andalusischen Hauptstadt Sevilla. Es befindet sich in der Calle San Fernando, nahe der Universität Sevilla.
Das Hotel wurde von 1916 bis 1928 auf Anweisung des Königs von Spanien Alfons XIII. errichtet, um für die Ibero Amerikanische Ausstellung von 1929 luxuriöse Logiermöglichkeiten zu bieten. Ein ausgeschriebener Architektenwettbewerb wurde von dem einheimischen Architekten José Espiau y Muñoz gewonnen, der seinen Entwurf im Neomudéjarstil dann auch umsetzte. Es war seinerzeit eines der luxuriösesten und bekanntesten Hotels in Spanien. Es befindet sich im Besitz der Stadt Sevilla und wird vom amerikanischen Konzern Marriott International betrieben.